# المنجي الورفلي
المنجي الورفلي ممثل ومخرج سينمائي تونسي، من أبرز أعماله فيلم تيماء.